# Karl Friedrich Mohr
Karl Friedrich Mohr (n. 4 noiembrie 1806, Koblenz, Franța – d. 28 septembrie 1879, Bonn, Imperiul German) a fost un chimist german, cunoscut pentru faptul că a formulat unele dintre primele principii ale conservării energiei, idei publicate în Über die Natur der Wärme (1837). De asemenea, sarea Mohr, sulfatul de amoniu și fier (II), (NH4)2Fe(SO4)2.6H2O, a fost denumită după acesta.